# BE Junior Circuit 2018
Der BE Junior Circuit 2018 (Abkürzung für Badminton Europe Junior Circuit 2018) war die 18. Auflage des BE Junior Circuits im Badminton.

## Turniere
| Turnier                 | Datum .                         |
| ----------------------- | ------------------------------- |
| Polish Juniors          | 18.–21. Januar 2018             |
| Swedish Juniors         | 26.–28. Januar 2018             |
| Hungarian Juniors       | 8.–11. Februar 2018             |
| Spanish Juniors         | 16.–18. Februar 2018            |
| Italian Juniors         | 23.–25. Februar 2018            |
| Dutch Juniors           | 28. Februar – 4. März 2018      |
| German Juniors          | 8.–11. März 2018                |
| Israel Juniors          | 15.–17. März 2018               |
| Hellas Juniors          | 30. März – 1. April 2018        |
| Cyprus Juniors          | 13.–15. April 2018              |
| Valamar Juniors         | 26.–29. April 2018              |
| Russian Juniors         | 28. Juni – 1. Juli 2018         |
| Ukraine Juniors         | 1.–4. August 2018               |
| Bulgarian Juniors       | 9.–12. August 2018              |
| Lithuanian Juniors      | 17.–19. August 2018             |
| Danish Junior Cup       | 24.–26. August 2018             |
| Irish Juniors           | 31. August – 2. September 2018  |
| Belgian Juniors         | 21.–23. September 2018          |
| 3 Borders International | 28.–30. September 2018          |
| Slovak Juniors          | 5.–7. Oktober 2018              |
| Slovenian Juniors       | 19.–21. Oktober 2018            |
| Finnish Juniors         | 26.–28. Oktober 2018            |
| Czech Juniors           | 23.–25. November 2018           |
| Portuguese Juniors      | 30. November – 2. Dezember 2018 |
| Estonian Juniors        | 7.–9. Dezember 2018             |
| Turkey Juniors          | 13.–16. Dezember 2018           |